# New York Jets 1978
La stagione 1978 dei New York Jets è stata la nona della franchigia nella National Football League, la 19ª complessiva.  Sotto la direzione del capo-allenatore Walt Michaels la squadra migliorò il record di 3-11 di tutti i tre anni precedenti salendo a 8-8 nella prima stagione con un calendario da 16 partite. Matt Robinson fu il quarterback titolare per la maggior parte della stagione.

## Scelte nel Draft 1978
| Scelte dei Jets nel Draft 1978 | Scelte dei Jets nel Draft 1978 | Scelte dei Jets nel Draft 1978 | Scelte dei Jets nel Draft 1978 | Scelte dei Jets nel Draft 1978 |
| Giro                           | Scelta                         | Giocatore                      | Ruolo                          | College                        |
| ------------------------------ | ------------------------------ | ------------------------------ | ------------------------------ | ------------------------------ |
| 1                              | 4                              | Chris Ward                     | T                              | Ohio St.                       |
| 2                              | 31                             | Mark Merrill                   | LB                             | Minnesota                      |
| 3                              | 61                             | Mickey Shuler                  | TE                             | Penn St.                       |
| 4                              | 88                             | Dodie Donnell                  | RB                             | Nebraska                       |
| 5                              | 113                            | Randy Sidler                   | LB                             | Penn St.                       |
| 6                              | 140                            | Bobby Jackson                  | DB                             | Florida St.                    |
| 6                              | 142                            | Gregg Robinson                 | DE                             | Dartmouth                      |
| 7                              | 169                            | Levi Armstrong                 | DB                             | UCLA                           |
| 7                              | 170                            | Jim Earley                     | RB                             | Michigan St.                   |
| 8                              | 197                            | Derrick Gaffney                | WR                             | Florida                        |
| 8                              | 203                            | Mike Mock                      | LB                             | Texas Tech                     |
| 8                              | 213                            | Roy Eppes                      | DB                             | Clemson                        |
| 9                              | 225                            | Reggie Grant                   | DB                             | Oregon                         |
| 9                              | 227                            | Neil Hutton                    | DB                             | Penn St.                       |
| 10                             | 254                            | Louis Richardson               | DE                             | Florida St.                    |
| 11                             | 281                            | Pat Ryan                       | QB                             | Tennessee                      |
| 12                             | 311                            | Alan Williams                  | P                              | Florida                        |

## Roster
| Roster dei New York Jets nel 1978 |
| --- |
| Quarterback - 17 Matt Robinson - 4 Pat Ryan - 14 Richard Todd Running Back - 25 Scott Dierking - 47 Jim Earley - 21 Clark Gaines FB - 42 Bruce Harper - 33 Kevin Long FB - 44 Tom Newton Wide Receiver - 80 Kevin Bell - 81 Derrick Gaffney - 86 Bobby Jones - 87 Bruce Stephens - 85 Wesley Walker Tight End - 83 Jerome Barkum - 88 Mark Iwanowski - 86 Bob Raba - 82 Mickey Shuler Offensive Linemen - 60 Dan Alexander G - 65 Joe Fields C - 79 Marvin Powell T - 66 Randy Rasmussen G - 61 John Roman G - 70 Stan Waldemore G - 72 Chris Ward T Defensive Linemen - 73 Joe Klecko DT - 76 Lawrence Pillers DE - 64 Gregg Robinson DE - 74 Abdul Salaam DT Linebacker - 54 Stan Blinka - 51 Greg Buttle - 63 John Hennessy - 52 Mike Hennigan - 56 Larry Keller - 59 Bob Martin - 58 Mark Merrill Defensive Back - 40 Bobby Jackson CB - 37 Tim Moresco - 22 Burgess Owens FS - 48 Ken Schroy - 23 Shafer Suggs SS - 38 Ed Taylor CB Special Team - 5 Pat Leahy K - 15 Chuck Ramsey P |
| Legenda - I rookie sono in corsivo. - Il primo ruolo è il principale mentre gli eventuali successivi indicano i ruoli secondari. - (IR) sta per Injured Reserve ed indica la lista ristretta per un solo giocatore infortunato che può tornare ad allenarsi dopo la settimana 6 e a rientrare in prima squadra dopo che questa ha giocato 8 partite. - (NF-Inj.) / (NF-Ill.) stanno rispettivamente per Non-Football Injured e Non-Football Illness ed indicano le liste dove viene inserito un giocatore che ha un infortunio o una malattia non dipendente dal football americano. - (PUP) sta per Physically Unable to Perform ed indica la lista dove viene inserito un giocatore mentre è in attesa di recuperare la condizione fisica. Nella stagione regolare dopo la sesta partita giocata dalla propria squadra, il giocatore ha tempo tre settimane per riprendere ad allenarsi, più tre settimane aggiuntive dal suo rientro agli allenamenti per rientrare in prima squadra.  |

## Calendario
| Stagione regolare | Stagione regolare       | Stagione regolare | Stagione regolare                  |
| Turno             | Avversario              | Risultato         | Stadio                             |
| ----------------- | ----------------------- | ----------------- | ---------------------------------- |
| 1                 | Miami Dolphins          | V 33–20           | Shea Stadium                       |
| 2                 | at Buffalo Bills        | V 21–20           | Rich Stadium                       |
| 3                 | Seattle Seahawks        | S 17–24           | Shea Stadium                       |
| 4                 | at Washington Redskins  | S 3–23            | Robert F. Kennedy Memorial Stadium |
| 5                 | Pittsburgh Steelers     | S 17–28           | Shea Stadium                       |
| 6                 | Buffalo Bills           | V 45–14           | Shea Stadium                       |
| 7                 | at Baltimore Colts      | V 33–10           | Memorial Stadium                   |
| 8                 | St. Louis Cardinals     | V 23–10           | Shea Stadium                       |
| 9                 | at New England Patriots | S 21–55           | Schaefer Stadium                   |
| 10                | at Denver Broncos       | V 31–28           | Mile High Stadium                  |
| 11                | at Philadelphia Eagles  | S 9–17            | Veterans Stadium                   |
| 12                | New England Patriots    | S 17–19           | Shea Stadium                       |
| 13                | at Miami Dolphins       | V 24–13           | Miami Orange Bowl                  |
| 14                | Baltimore Colts         | V 24–16           | Shea Stadium                       |
| 15                | at Cleveland Browns     | S 34–37 (dts)     | Cleveland Stadium                  |
| 16                | Dallas Cowboys          | S 7–30            | Shea Stadium                       |

## Classifiche
| AFC East                | AFC East | AFC East | AFC East | AFC East | AFC East | AFC East | AFC East | AFC East | AFC East |
|                         | V        | S        | T        | %        | DIV      | CONF     | PF       | PA       | STR      |
| ----------------------- | -------- | -------- | -------- | -------- | -------- | -------- | -------- | -------- | -------- |
| New England Patriots(2) | 11       | 5        | 0        | .688     | 6–2      | 9–3      | 358      | 286      | V1       |
| Miami Dolphins(4)       | 11       | 5        | 0        | .688     | 5–3      | 8–4      | 372      | 254      | V3       |
| New York Jets           | 8        | 8        | 0        | .500     | 6–2      | 7–5      | 359      | 364      | S2       |
| Baltimore Colts         | 5        | 11       | 0        | .313     | 1–7      | 3–9      | 239      | 421      | S5       |
| Buffalo Bills           | 5        | 11       | 0        | .313     | 2–6      | 4–10     | 302      | 354      | V1       |